# همبرت (باد كاليه)
همبرت، باد كاليه (بالفرنسية: Humbert, Pas-de-Calais)‏ هي بلدية تقع في إقليم باد كاليه من منطقة نور با دو كاليه في شمال فرنسا. تبلغ مساحة هذه المدينة 7.85 (كم²)، وترتفع عن سطح البحر 57 م، يبلغ عدد سكانها 252 نسمة حسب إحصاء المعهد الوطني للإحصاء والدراسات الاقتصادية سنة 2009 م. وترأس Jean-Marie Leclercq البلدية خلال فترة (2001-2008).